# Citrus × sinensis
El naranjo, naranjero o naranjo dulce (Citrus × sinensis), es un árbol frutal del género Citrus, que forma parte de la familia de las rutáceas. Se trata de un árbol de porte mediano –aunque en óptimas condiciones de cultivo llega hasta los 13 m de altura–, perenne, de copa grande, redonda o piramidal, con hojas ovales de entre 7 a 10 cm de margen entero y frecuentemente estipuladas, y ramas en  ocasiones con grandes espinas (más de 10 cm). Sus flores blancas, llamadas azahar, nacen aisladas o en racimos y son sumamente fragantes. Su fruto es la naranja dulce.
El naranjo es un árbol de tamaño mediano, de tres a cinco metros de altura, con copa redondeada y ramas regulares. Un solo tronco, derecho y cilíndrico, verdoso primero y gris después. Las ramas aparecen a un metro del suelo, poco más o menos. Las hojas son perennes, medianas y alargadas, con base redondeada y terminadas en punta. Las flores aparecen en las axilas de las hojas, solitarias o en racimos. 
El naranjo puede reproducirse por germinación de una semilla, por trasplante de una estaca o por acodo, es decir, partiendo de una raíz. En cualquier caso ha de transcurrir un cierto tiempo en el vivero o plantel antes de pasar al huerto o naranjal.
Es susceptible a las heladas, las cuales pueden acabar con el fruto e incluso con el propio árbol. Por ello se desaconseja su cultivo por encima de 250 metros sobre el nivel del mar en el interior o de los 400 metros en la costa. Es también importante la calidad de la tierra; la mejor es la de arena silícea con algo de arcilla y cal. Influye mucho también la orientación, que a ser posible será mirando hacia el ecuador, es decir, dándole la espalda al polo más cercano, para estar preservado de los fríos vientos de ese sector, así como recibir más horas de sol. También es preferible que el suelo esté inclinado para que la inestabilidad del aire evite escarchas y heladas, puesto que las capas de aire al enfriarse tienden siempre a desplazarse hacia abajo, y estos cambios evitan que los frutos se hielen, como ocurriría si las temperaturas bajas fueran estables. Algo decisivo es que el terreno pueda ser abundantemente regado, aunque sin formar charcos.

## Sistemática
Se asignó tradicionalmente el nombre de naranjo a la especie Citrus × sinensis, del género Citrus.
A este mismo género pertenecen el limón, la lima y la naranja amarga (Citrus × aurantium). Investigaciones genéticas recientes han demostrado que la mayoría de estos frutales son en realidad híbridos interespecíficos naturales producidos a partir de la pamplemusa (Citrus maxima), la mandarina (Citrus reticulata) y el cidro (Citrus medica), y su nomenclatura científica correcta es Citrus × sinensis. El antiguo nombre, sin indicación de híbrido, continúa usándose extensamente. El naranjo, como los demás agrios  —el limonero, la lima, la cidra, el pomelo, el mandarino, etc.—, pertenece a la familia de las rutáceas, según la clasificación botánica, familia verdaderamente numerosa, pues comprende unas 1600 especies, que se agrupan en subfamilias, tribus, subtribus, géneros, subgéneros, especies, grupos y variedades.
En este artículo se habla solamente del Citrus × sinensis Osbeck , que es la denominación técnica del naranjo dulce, y del Citrus × aurantium, que es la del naranjo amargo.

### Origen

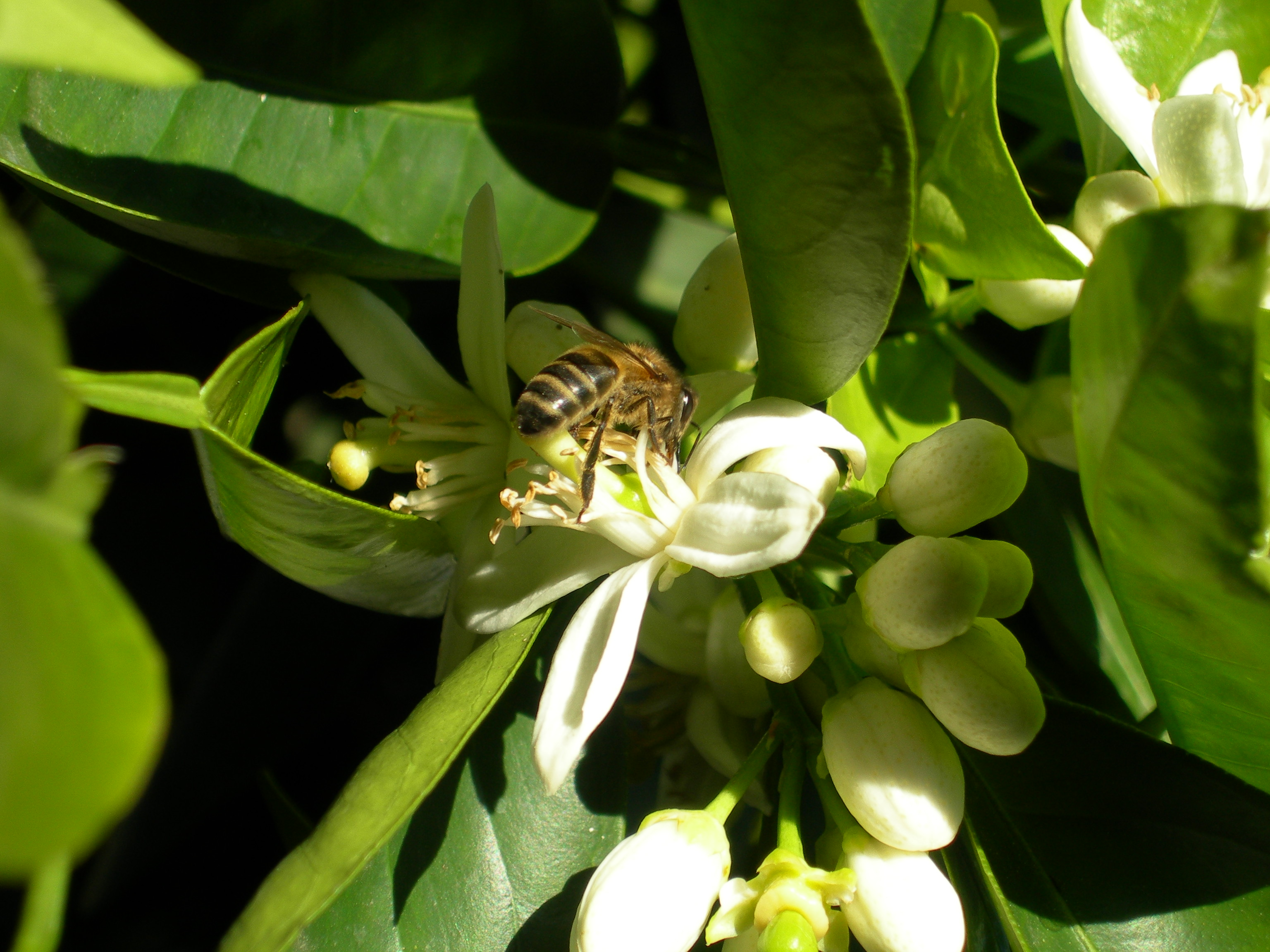
Abeja libando una flor de naranjo. Cáceres.

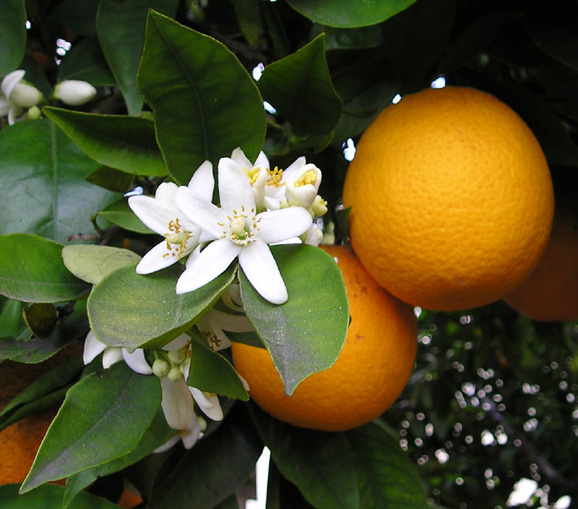
Naranjas y azahar.

Los naranjos tienen su origen en India, Pakistán, Vietnam y el sureste de China y fueron traídos a occidente por los árabes. 
El naranjo es en realidad un híbrido entre los árboles de limonzón (Citrus maxima) y mandarina (Citrus reticulata).

### Etimología
En sánscrito se llamaba nâranga (probablemente de origen dravídico, no ario; en tamil naru significa 'fragante'). De India pasó a Arabia, donde se llamó naranj y luego al sur de Francia, donde en provenzal antiguo se llamó naurange (pronunciado noránsh).
En inglés y francés norange se convirtió en orange. Debido a que el artículo inglés a (o an delante de vocal) y el francés une que aparecen en "a norange" y "une norange" pasaron de manera errónea a "an orange" y "une orange" respectivamente. Este efecto se produjo también en otras palabras que empezaban por "n". Sin embargo, en español se ha conservado la forma naranja. No todos los idiomas utilizan esta palabra para designar la fruta: por ejemplo, el neerlandés llama sinaasappel ("manzana china") a la fruta y oranje al color; otro tanto ocurre en alemán, que los llama respectivamente Apfelsine y Orange.

## Cultivo
Se da en regiones de clima templado y húmedo.
El cultivo de esta especie forma una parte importante de la economía de muchos países, como Estados Unidos (Florida y California), la mayor parte de los países mediterráneos, Brasil, México, Argentina, Ecuador, Perú, Colombia, Belice, Cuba, Pakistán, China, India, Irán, Egipto, Turquía, Uruguay y Sudáfrica.
En España se cultiva sobre todo en el sur de Cataluña, Comunidad Valenciana, Andalucía, Extremadura, en la Región de Murcia y en Gran Canaria, donde se suelen cultivar en regadío.

### Producción
Según la FAOSTAT los principales productores de naranjas (toneladas) en 2018 fueron:
| 12 principales países con la mayor producción de naranjas en 2018 (toneladas) | 12 principales países con la mayor producción de naranjas en 2018 (toneladas) | 12 principales países con la mayor producción de naranjas en 2018 (toneladas) | 12 principales países con la mayor producción de naranjas en 2018 (toneladas) | 12 principales países con la mayor producción de naranjas en 2018 (toneladas) | 12 principales países con la mayor producción de naranjas en 2018 (toneladas) |
| Rank                                                                          | País                                                                          | Producción                                                                    | Rank                                                                          | País                                                                          | Producción                                                                    |
| ----------------------------------------------------------------------------- | ----------------------------------------------------------------------------- | ----------------------------------------------------------------------------- | ----------------------------------------------------------------------------- | ----------------------------------------------------------------------------- | ----------------------------------------------------------------------------- |
| 1                                                                             | Brasil                                                                        | 16 713 534                                                                    | 7                                                                             | Egipto                                                                        | 3 246 483                                                                     |
| 2                                                                             | China                                                                         | 9 103 908                                                                     | 8                                                                             | Indonesia                                                                     | 2 510 442                                                                     |
| 3                                                                             | India                                                                         | 8 367 000                                                                     | 9                                                                             | Turquía                                                                       | 1 900 000                                                                     |
| 4                                                                             | Estados Unidos                                                                | 4 833 480                                                                     | 10                                                                            | Irán                                                                          | 1 889 252                                                                     |
| 5                                                                             | México                                                                        | 4 737 990                                                                     | 11                                                                            | Sudáfrica                                                                     | 1 775 760                                                                     |
| 6                                                                             | España                                                                        | 3 639 853                                                                     | 12                                                                            | Pakistán                                                                      | 1 589 856                                                                     |

## Variedades comestibles
Hay gran cantidad de variedades diferentes, fundamentalmente por la calidad del fruto y el sabor, que varía del dulce al ácido. La especie Citrus aurantium produce naranjas amargas utilizadas para la elaboración de algunos licores, mermeladas y confituras.

### Grupo Navel
Caracterizadas por un fruto grande y sin semillas con madurez precoz, con ombligo (navel en inglés, de donde procede el nombre del grupo) en la zona opuesta al pedúnculo. No es recomendable para elaborar zumos.

#### Variedades

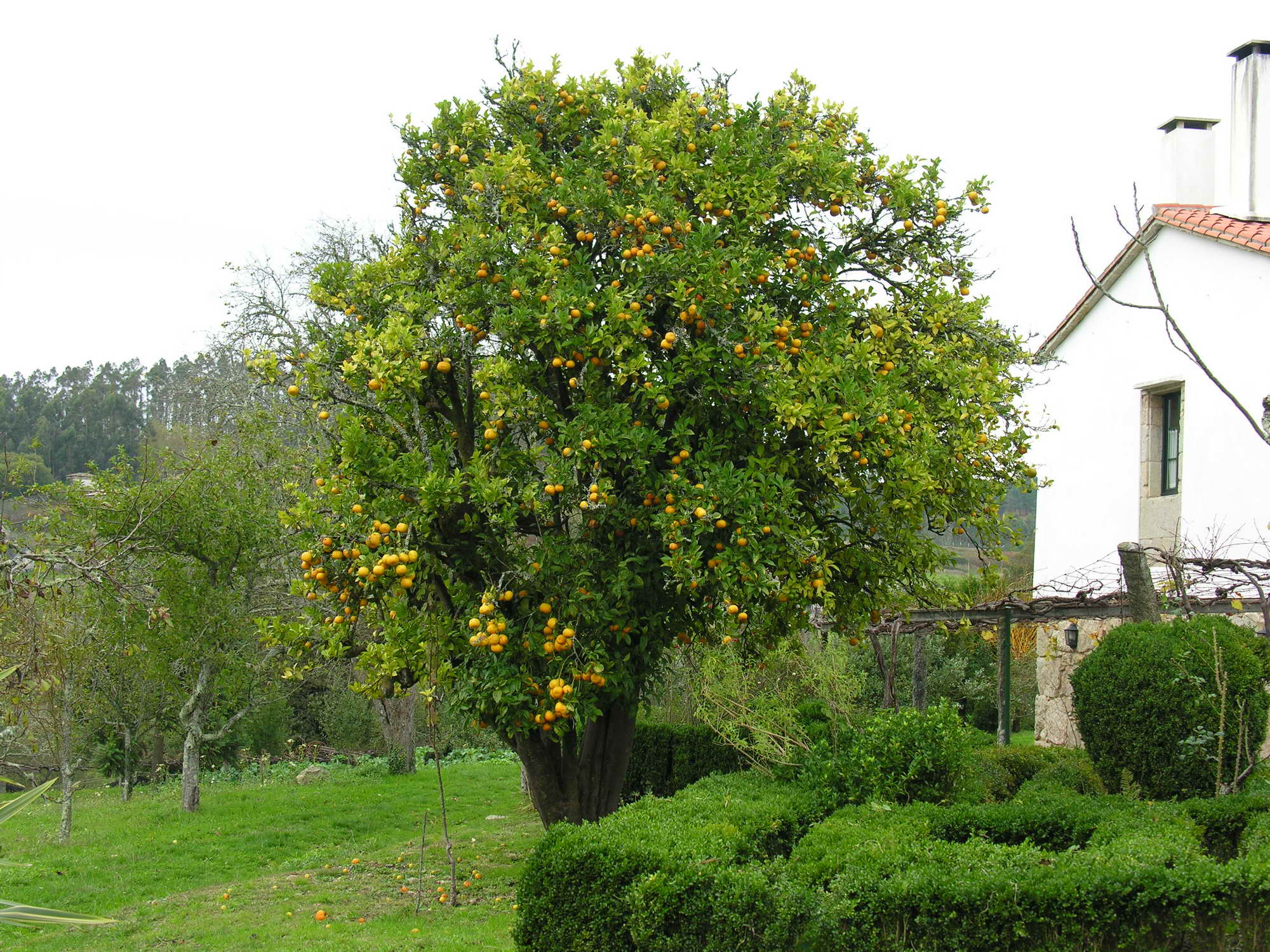
Naranjo en Galicia (España).

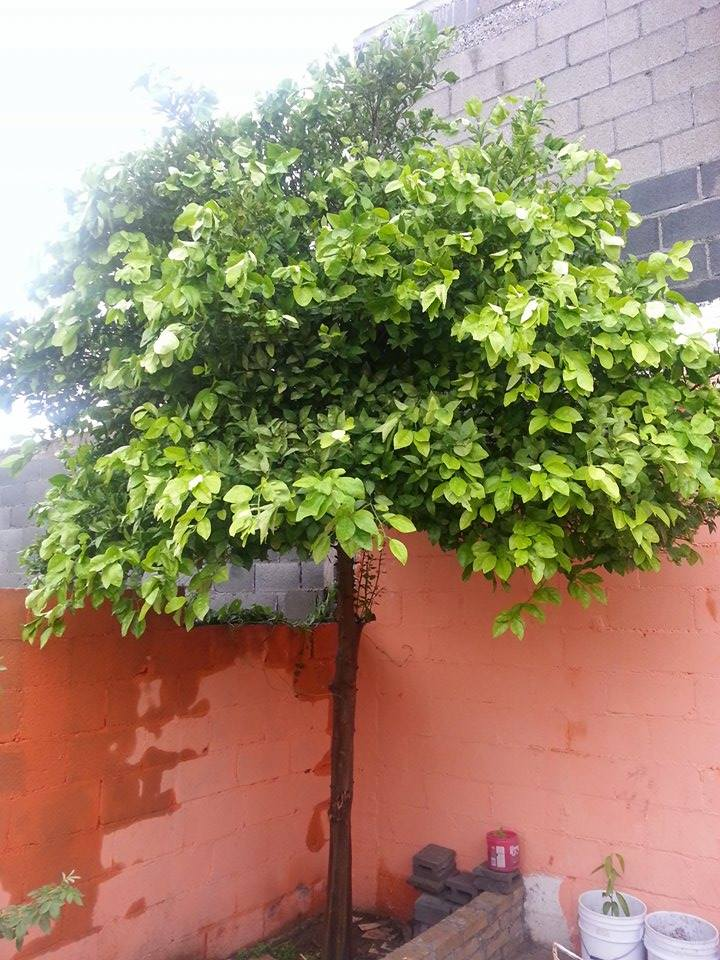
Árbol de naranja, 10 años, Nuevo Laredo, Tamaulipas, México.
Aproximadamente 250 a 300 Naranjas de cosecha, este 2014.

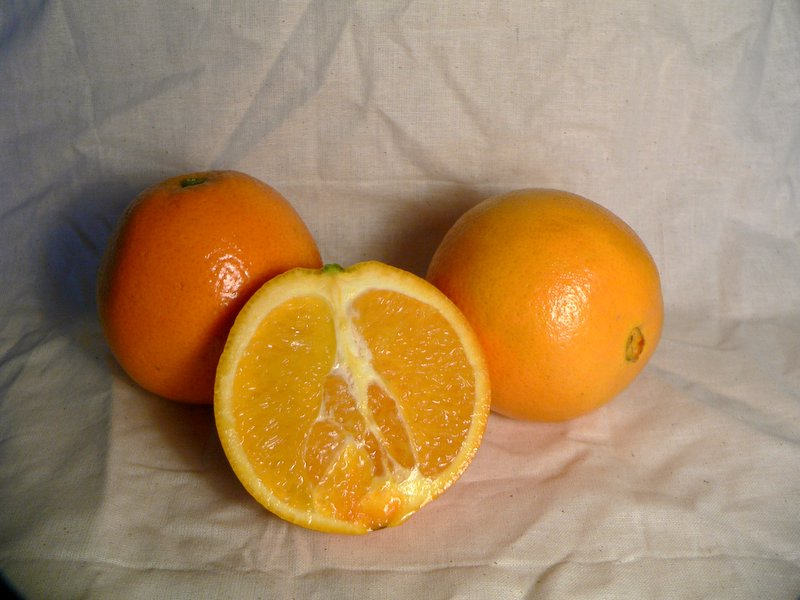
Variedad Navel.

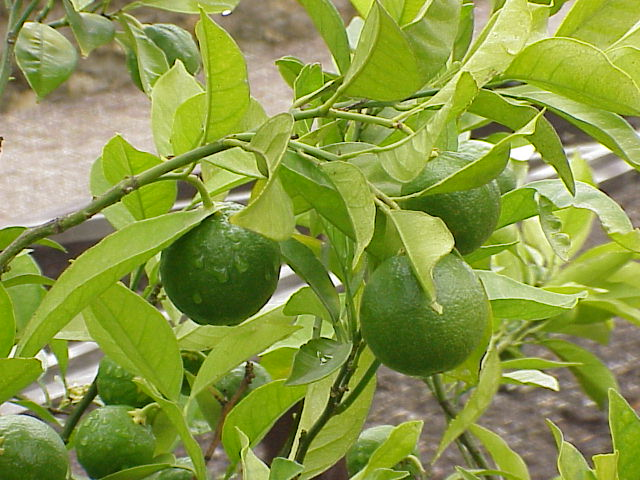
Frutos inmaduros.

- Bahianinha Baianina piracicaba. Árbol pequeño, probablemente por mutación espontánea de navel Bahía. Variedad brasileña. Buena adaptación a regiones calurosas.
- Fishe
- Gillemberg. Se desconoce el origen, fue descubierta por Gillemberg en 1985. Estupendo sabor.
- Navel Lane Late. Detectada en 1950 por mutación espontánea de navel Washington en la propiedad de L. Lane, en Australia. Prácticamente el 50 % de la producción de navel es Lane Late.
- Leng
- Navel Late
- Navelina
- Newhall
- Huando
- Palmer
- Skaggs Bonanza
- Thompson
- Bahía o Washington
- Powell

### Grupo Blancas

#### Variedades
- Ambersweet
- Belladonna
- Verna
- Cadenera
- Castellana
- Delta Seedless
- Hamlin
- Marrs
- Midknight
- Natal
- Ovale
- Parson Brown
- Pera
- Pineapple
- Salustiana
- Shamouti
- Trovita
- Valencia
- Westin
- Barberina
- Valencia cutter

### Grupo Sangre

#### Variedades
- Doble fina
- Maltaise sanguine
- Moro
- Sanguinelli
- Sanguinello
- Torocco
- Tomango
- Washington sanguina

### Grupo Sucreñas

#### Variedades
- Succari
- Sucreña
- Lima
- Mosambi